# El Jonquer
El Jonquer és un mas al nucli de les Planes d'Hostoles (Garrotxa) protegida com a bé cultural d'interès local. El nom del Jonquer fa referència de ben segur a l'existència d'una zona d'aiguamolls en la qual hi devien créixer joncs que posteriorment degué esser dessecada per a fer-la apta pel conreu. Sembla que l'origen de la família d'aquesta podria remuntar-se a temps medievals i que els seus membres foren cavallers. Ramon de Sant Romà casà la seva filla Sibil·la amb Arnau de Jonqueres l'any 1284. Això ens indica que en origen la masia el Jonquer era una casa senyorial.
Es tracta d'una masia integrada per diferents construccions, corrals, cabanes i una gran era en un recinte tancat per un barri, una de les portes d'accés té un ràfec força elaborat. L'edifici principal té coberta de teula a dues vessats. Les obertures estan fetes de brancals i llindes de pedra. En un costat s'obre una galeria de dos arcs rebaixats, parcialment tapiada per maons. Aquest edifici està emblanquinat i sembla majoritàriament construït amb paredat. A la porta es conserva l'escut en el qual hi apareixen uns joncs en relació al topònim on s'assenta la masia el Jonquer. En les dovelles d'una altra porta apareix la data "1833". Al fons del pati hi ha quatre cabanes, una d'elles ha estat rehabilitada i serveix com a magatzem per a la brigada municipal. Les altres es troben en mal estat de conservació, algunes amb la teulada enrunada. Són fetes de paredat, jàsseres de fusta i brancals de pedra. A banda hi ha una dependència que servia de posada per a viatgers amb espitlleres. Sembla doncs que era una construcció fortificada